# Epilobium leiophyllum
Epilobium leiophyllum är en dunörtsväxtart som beskrevs av Haussk.. Epilobium leiophyllum ingår i släktet dunörter, och familjen dunörtsväxter. Inga underarter finns listade i Catalogue of Life.